# Остролодочник казацкий
Остролодочник казацкий (лат. Oxytropis kasakorum) ― многолетнее травянистое растение; вид рода Остролодочник (Oxytropis) семейства Бобовые (Fabaceae).
Эндемик Южного Урала. Описан из окрестностей д. Нижняя Акберда Зианчуринского района Башкортостана. Голотип вида хранится в Гербарии Ботанического института им. В. Л. Комарова РАН.

## Ботаническое описание
Многолетнее травянистое растение 25-60 см в высоту.
Листья 10-25 см в длину. Листочки 12-18-парные, 10-30 мм в длину и 3-10 мм в ширину, снизу густо опушены прижатыми, сверху редкими полуоттопыренными волосками. Черешки в 1,5-2,0 раза короче листовой пластинки или равны ей, опушены, как и оси, более или менее прижатыми шелковистыми волосками. Прилистники 5-15 мм в длину, белоперепончатые, яйцевидные, густо опушены шелковистыми прижатыми волосками. 
Стрелки в числе 1-3 от каждой розетки, прямые, бороздчатые, в 1,5-2,0 раза превышают листья, довольно густо опушены более или менее прижатыми шелковистыми волосками. Соцветие колосистое, 20-45-цветковое, густое, но при основании разреженное, 8-20 см в длину. Прицветники 
3-5 мм в длину. Чашечка колокольчатая, 5-7 мм в длину, белая от густого шелковистого, 
более или менее прижатого опушения (с примесью полуоттопыренных волосков), с 
чашелистиками 1,0-1,5 мм в длину. Венчик пурпурный. Флаг 12-15 мм в длину, с широкоэллиптической пластинкой, на верхушке выемчатой. Крылья 12-13 мм в длину, 4-5 мм в ширину, с треугольно-обратнояйцевидной пластинкой. Лодочка 10-12 мм в длину и 3 мм в ширину, с носиком 1 мм в длину. 
Бобы яйцевидные, 9-12 мм в длину и 5-6 мм в ширину, густо полуприжато шелковисто-опушенные, изнутри с редким опушением из кратчайших 2-4-клеточных волосков, с брюшной перегородкой до 0,5 мм в ширину. Семена почковидные, 2,0-2,5 мм в длину. 

## Распространение и  экология
Эндемик Южного Урала. Встречается в центральных районах Оренбургской области и в прилегающих южных районах Башкортостана.
Произрастает в горных степях.